# João Viegas Carrascalão

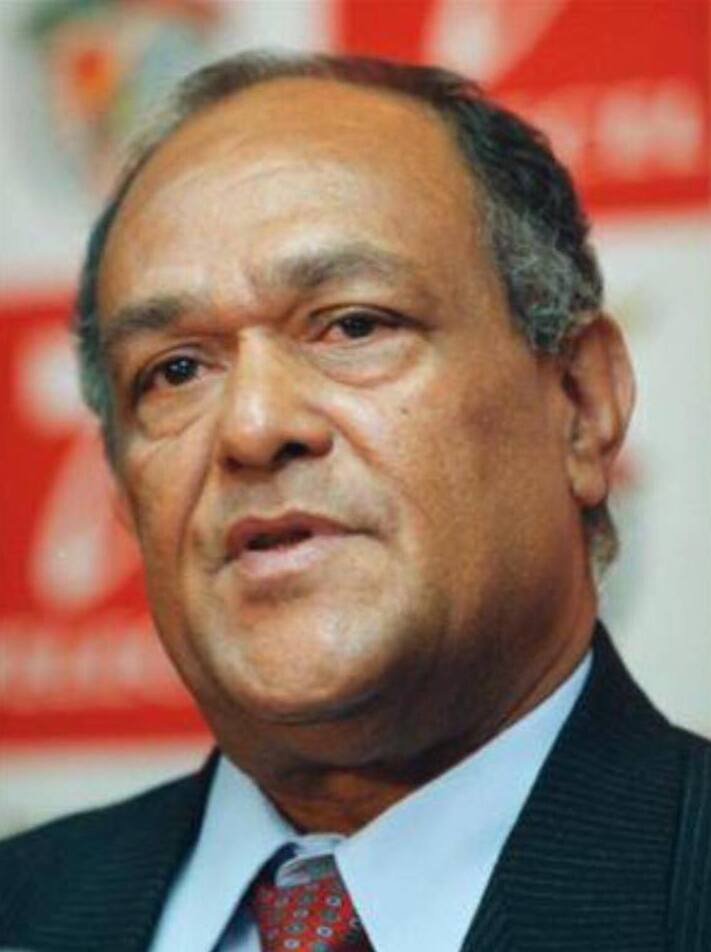
João Viegas Carrascalão

João Viegas Carrascalão (* 11. August 1945 auf der Fazenda Algarve, Leotala, Gemeinde Liquiçá, Portugiesisch-Timor; † 18. Februar 2012 in Dili, Osttimor) war ein osttimoresischer Politiker und Vorsitzender der União Democrática Timorense (UDT, Demokratische Union Timor). Zudem war er bis 2010 Vorsitzender des Nationalen Olympischen Komitees von Osttimor und Botschafter Osttimors in Südkorea.

## Leben
Geboren wurde er 1945 als neuntes von 14 Kindern des portugiesischen Exilanten Manuel Viegas Carrascalão und der Timoresin Marcelina Guterres, auf deren Fazenda Algarve bei Liquiçá. 1962 absolvierte er das Abitur am Gymnasium Dr. Francisco Machado in Dili. Während seine älteren Brüder in Portugal studierten, reichte das Geld für ein Studium für ihn nicht. Nach der Schule in Dili wurde er Seemann, machte aber kurze Zeit später in der portugiesischen Kolonie Angola einen Kurs als Landvermesser. Seinen Unteroffizierslehrgang in der portugiesischen Armee schloss João Carrascalão als Zweitbester ab, hinter dem späteren Widerstandskämpfer Nicolau Lobato. Schließlich studierte er in St. Gallen in der Schweiz Photogrammetrie und Kartographie. Zurück in Portugiesisch-Timor leitete Carrascalão das Departamento de Geografia.
Mit der Nelkenrevolution in Portugal 1975 kündigte sich für Osttimor die Unabhängigkeit an. Mit seinen Brüdern Manuel und Mário kehrte Carrascalão nach Osttimor zurück und gründete mit ihnen beiden die UDT, die erste politische Partei Osttimors. Die Partei befürwortete eine enge Bindung an die frühere Kolonialmacht Portugal oder wie sie in Tetum sagten: „mate bandera hum“ – im Schatten der portugiesischen Flagge. João Carrascalão befürwortete schon damals die Unabhängigkeit Osttimors. Schließlich unterstützte auch die UDT eine schrittweise Heranführung an die Unabhängigkeit. Am 11. August 1975 versuchte die UDT mit einem Putsch an die Macht zu kommen, doch die FRETILIN konnte sich in dem folgenden Bürgerkrieg und den Straßenkämpfen in Dili, bei denen auch Carrascalão mitkämpfte, durchsetzen. Später besetzte Indonesien Osttimor.
Carrascalão ging mit seiner Frau und zwei kleinen Kindern erst nach Portugal, dann nach Australien ins Exil und schlug sich zuerst mit Hilfsarbeiterjobs durch. An der Universität von New South Wales erhielt er ein Ingenieurdiplom in Geometrik. Später bekam er eine Anstellung als Kartograf, während er sich weltweit politisch gegen die indonesische Besatzung engagierte, unter anderem unterstützt durch seinen Bruder Mário, der ihn von Osttimor aus mit Informationen versorgte. So war João Carrascalão auch Teil der osttimoresischen Delegation, die am 12. August 1988 vor dem UN-Komitee für Entkolonialisierung vorsprechen durfte.
Im August 1999 konnten die Osttimoresen schließlich über ihre Unabhängigkeit abstimmen und entschieden sich mit großer Mehrheit dafür. Carrascalão gab seine Stimme noch in Australien ab und kehrte wenige Wochen danach nach Dili zurück. Milizen und indonesische Streitkräfte hatten ein Großteil des Landes zerstört, bevor eine UN-Eingreiftruppe die Macht übernahm. Carrascalão wurde von der UN-Verwaltung als Minister für Infrastruktur eingesetzt und koordinierte den Beginn des Wiederaufbaus Osttimors. Am 16. Juli 2001 trat er zurück, um die UDT in die anstehenden Parlamentswahlen führen zu können. Carrascalão wurde Mitglied der Verfassunggebenden Versammlung, lieb aber nicht die gesamte Legislaturperiode des daraus hervorgegangenen Nationalparlaments Abgeordneter. Neuer Minister für Infrastruktur wurde Ovídio Amaral. Carrascalão war Vorsitzender der UDT.
Carrascalão übernahm 2003 bei seiner Zeugenaussage vor der Empfangs-, Wahrheits- und Versöhnungskommission (CAVR) von Osttimor die volle Verantwortung für den Putsch und die Folgen. Bei der öffentlichen Anhörung sagte er unter Eid:

„Ich möchte damit beginnen, Euch allen zu sagen, dass ich gegenüber der Gemeinschaft einen Fehler begngen habe. Alle Opfer der UDT, die von der FRETILIN umgebracht wurden, sind mein Fehler. Alle FRETILIN-Opfer, die von der UDT umgebracht wurden, sind mein Fehler. Weil ich habe die Bewegung 11. August (Anm.:den UDT-Putsch) initiiert und ich akzeptiere die volle Verantwortung, dafür zu sorgen, die Wahrheit ans Licht zu bringen. Wenn Ihr nach jenem sucht, der die Schuld trägt, müsst Ihr nicht weit suchen. Es war mein Fehler. Ich werde diese Last tragen. Es ist wichtig, Freunde, wenn Ihr auf jemanden mit dem Finger zeigen wollt, dann zeigt nur auf mich.“

Zur Präsidentschaftswahl 2007 trat Carrascalão als Kandidat an, schied aber bereits nach der ersten Runde am 9. April mit 1,72 % aus, dem geringsten Stimmenanteil. Bei den Parlamentswahlen am 30. Juni 2007 war Carrascalão auf Platz eins der Parteiliste, die UDT scheiterte aber an der neuen Drei-Prozent-Hürde.
2009 wurde er von Staatspräsident José Ramos-Horta zum ersten Botschafter Osttimors in Südkorea ernannt. Die Akkreditierung erfolgte am 14. Oktober 2009. Dieses Amt hatte er bis zu seinem Tod inne. Am Samstag, den 18. Februar 2012 verstarb João Carrascalão um 1:40 Uhr morgens überraschend an einem Herzinfarkt. Er hatte Herzprobleme und Diabetes.

## Familie
João Carrascalão war mit Rosa Maria, der Schwester von José Ramos-Horta verheiratet, der früher ein führendes Mitglied der FRETILIN war. Das Paar hatte eine Tochter (Sandra João Nelson), einen Sohn (João Miguel Carrascalão) und sechs Enkel.